# Quinnen Williams
Quinnen Williams (Birmingham, 21 dicembre 1997) è un giocatore di football americano statunitense che milita nel ruolo di defensive end per i New York Jets della National Football League (NFL).

## Carriera universitaria
Williams al college giocò a football con gli Alabama Crimson Tide dal 2016 al 2018. Nel 2017 vinse il campionato NCAA e l'anno seguente fu premiato unanimemente come All-American dopo avere messo a segno 8 sack.

## Carriera professionistica
Williams fu scelto nel corso del primo giro (3º assoluto) del Draft NFL 2019 dai New York Jets. Debuttò subentrando nella gara del primo turno contro i Buffalo Bills venendo costretto a lasciare il campo per un infortunio a una caviglia senza fare registrare alcuna statistica. Nella settimana 9 contro i Miami Dolphins mise a segno il suo primo sack su Ryan Fitzpatrick nella sconfitta per 26-18. Sette giorni dopo contro i New York Giants recuperò un fumble di Golden Tate nella giocata finale della vittoria dei Jets per 34-27. Una prima stagione da rookie sotto le aspettative si chiuse con 28 tackle, 2,5 sack e un passaggio deviato in 13 presenze, 9 delle quali come titolare.
Nella settimana 2 del 2020 contro i San Francisco 49ers, Williams mise a segno i primi due sack stagionali nella sconfitta per 31–13. Il 10 ottobre fu multato di 25.000 dollari per due falli contro i Denver Broncos. Nella settimana 12 contro i Miami Dolphins fece registrare 1,5 sack su Ryan Fitzpatrick e forzò un fumble sul running back Matt Breida che fu recuperato dai Jets nella sconfitta per 20–3. Il 23 dicembre fu inserito in lista infortunati, perdendo le ultime due gare della stagione. Chiuse così con gli allora primati personali di 55 placcaggi e 7 sack.
Il 4 maggio 2021 fu rivelato che a Williams era stata diagnosticata una piccola frattura al piede. Si sottopose a un intervento chirurgico tre giorni dopo. Il 4 ottobre, in una gara contro i Tennessee Titans, Quinnen e il fratello Quincy, che si era unito ai Jets poco prima, fecero la storia della NFL mettendo entrambi a segno un sack nella vittoria. La sua stagione si chiuse con 53 tackle e 6 sack.
Nel sesto turno della stagione 2022 Williams fu premiato come miglior difensore della AFC della settimana dopo avere messo a segno 5 tackle, 2 sack, un fumble forzato e un field goal bloccato nella vittoria in casa dei Green Bay Packers. Alla fine ottobre vinse il titolo di miglior difensore della AFC del mese in cui mise a segno 23 placcaggi (4 con perdita di yard) e 4,5 sack. A fine stagione fu convocato per il suo primo Pro Bowl e inserito nel First-team All-Pro dopo 55 placcaggi e un record in carriera di 12 sack.
Il 13 luglio 2023 Williams firmó un nuovo contratto quadriennale del valore di 96 milioni di dollari. Divenne così la prima scelta del primo giro a firmare un secondo contratto con i Jets dal 2011. Nel sesto turno fece registrare il primo intercetto in carriera nella vittoria sui Philadelphia Eagles che erano rimasti l'ultima squadra imbattuta della lega. Alla fine di ottobre fu premiato come miglior difensore della AFC del mese dopo avere fatto registrare 45 placcaggi (di cui 2 con perdita di yard), due sack, un fumble forzato, uno recuperato e 4 passaggi deviati. A fine stagione fu convocato per il suo secondo Pro Bowl dopo avere totalizzato 62 placcaggi, 5,5 sack, un intercetto e un fumble forzato.

## Palmarès
- Convocazioni al Pro Bowl: 2

2022, 2023
- First-team All-Pro: 1

2022
- Difensore della AFC del mese: 1

ottobre 2022
- Difensore della AFC della settimana: 1

6ª del 2022

## Famiglia
Quinnen è il fratello minore di Quincy Williams, scelto anch'egli nel Draft 2019 dai Jacksonville Jaguars e che dal 2021 milita nella stessa squadra, i Jets.